# Exocentrus savioi
Exocentrus savioi là một loài bọ cánh cứng trong họ Cerambycidae.